# Puchar Europy w Lekkoatletyce 2008
29. Puchar Europy w lekkoatletyce – zawody lekkoatletyczne, które zostały rozegrane w dniach 21–22 czerwca 2008. Była to ostatnia edycja, organizowanego przez EAA, Pucharu Europy. W 2009 roku zmagania te zostały zastąpione przez drużynowe mistrzostwa Europy.

## Superliga
Drużyny Superligi rywalizowały we francuskim mieście Annecy, na stadionie, który w 1998 roku gościł uczestników 7. mistrzostw świata juniorów. Rywalizację mężczyzn wygrała reprezentacja Wielkiej Brytanii, a wśród kobiet zwyciężyły Rosjanki.

### Tabele końcowe
| Pozycja | Kraj            | Pkt |
| ------- | --------------- | --- |
| 1       | Wielka Brytania | 112 |
| 2       | Polska          | 98  |
| 3       | Francja         | 96  |
| 4       | Niemcy          | 95  |
| 5       | Rosja           | 84  |
| 6       | Włochy          | 82  |
| 7       | Hiszpania       | 81  |
| 8       | Grecja          | 68  |

| Pozycja | Kraj            | Pkt   |
| ------- | --------------- | ----- |
| 1       | Rosja           | 122   |
| 2       | Ukraina         | 108.5 |
| 3       | Wielka Brytania | 89    |
| 4       | Polska          | 86    |
| 5       | Francja         | 81    |
| 6       | Włochy          | 79.5  |
| 7       | Białoruś        | 78    |
| 8       | Niemcy          | 74    |

## I liga
Zawody pierwszej ligi odbyły się w dwóch grupach. Zawodnicy w grupie A rywalizowali w Leiria w Portugalii, a w grupie B w tureckim Stambule.

### Tabele końcowe

#### Grupa A
| Pozycja | Kraj       | Pkt  |
| ------- | ---------- | ---- |
| 1       | Czechy     | 106  |
| 2       | Holandia   | 106  |
| 3       | Portugalia | 105  |
| 4       | Belgia     | 96   |
| 5       | Finlandia  | 92   |
| 6       | Białoruś   | 82   |
| 7       | Austria    | 67,5 |
| 8       | Norwegia   | 63,5 |

| Pozycja | Kraj       | Pkt |
| ------- | ---------- | --- |
| 1       | Hiszpania  | 125 |
| 2       | Czechy     | 107 |
| 3       | Belgia     | 91  |
| 4       | Portugalia | 84  |
| 5       | Litwa      | 80  |
| 6       | Irlandia   | 79  |
| 7       | Holandia   | 77  |
| 8       | Finlandia  | 76  |

#### Grupa B
| Pozycja | Kraj       | Pkt   |
| ------- | ---------- | ----- |
| 1       | Szwecja    | 117   |
| 2       | Ukraina    | 106,5 |
| 3       | Słowenia   | 96    |
| 4       | Węgry      | 93,5  |
| 5       | Szwajcaria | 86    |
| 6       | Rumunia    | 81,5  |
| 7       | Turcja     | 79    |
| 8       | Chorwacja  | 58,5  |

| Pozycja | Kraj      | Pkt   |
| ------- | --------- | ----- |
| 1       | Grecja    | 122   |
| 2       | Rumunia   | 117,5 |
| 3       | Turcja    | 90,5  |
| 4       | Bułgaria  | 85    |
| 5       | Szwecja   | 84    |
| 6       | Węgry     | 77    |
| 7       | Serbia    | 74    |
| 8       | Chorwacja | 70    |

## II liga
Zawody II ligi Pucharu Europy 2008 odbyły się w dwóch grupach. Na Stadionie Kadrioru w Tallinnie rywalizowali lekkoatleci w grupie A, a w grupie B na Stadionie SNP w Bańskiej Bystrzycy.

### Tabele końcowe

#### Grupa A
| Pozycja | Kraj       | Pkt |
| ------- | ---------- | --- |
| 1       | Estonia    | 126 |
| 2       | Łotwa      | 122 |
| 3       | Irlandia   | 100 |
| 4       | Dania      | 99  |
| 5       | Bułgaria   | 91  |
| 6       | Litwa      | 79  |
| 7       | Islandia   | 55  |
| 8       | Luksemburg | 45  |

| Pozycja | Kraj       | Pkt |
| ------- | ---------- | --- |
| 1       | Norwegia   | 124 |
| 2       | Estonia    | 119 |
| 3       | Szwajcaria | 116 |
| 4       | Łotwa      | 98  |
| 5       | Austria    | 89  |
| 6       | Islandia   | 70  |
| 7       | Dania      | 66  |
| 8       | Luksemburg | 37  |

#### Grupa B
| Pozycja | Kraj                               | Pkt   |
| ------- | ---------------------------------- | ----- |
| 1       | Serbia                             | 232   |
| 2       | Słowacja                           | 230   |
| 3       | Cypr                               | 208,5 |
| 4       | Izrael                             | 206,5 |
| 5       | Mołdawia                           | 185   |
| 6       | Bośnia i Hercegowina               | 167   |
| 7       | Gruzja                             | 163,5 |
| 8       | Azerbejdżan                        | 150   |
| 9       | Czarnogóra                         | 127,5 |
| 10      | Armenia                            | 119   |
| 11      | Reprezentacja małych krajów Europy | 79    |
| 12      | Andora                             | 68    |
| 13      | Macedonia Północna                 | 65    |
| 14      | Albania                            | 55    |

| Pozycja | Kraj                               | Pkt   |
| ------- | ---------------------------------- | ----- |
| 1       | Słowenia                           | 261   |
| 2       | Słowacja                           | 222,5 |
| 3       | Izrael                             | 216   |
| 4       | Cypr                               | 216   |
| 5       | Mołdawia                           | 210   |
| 6       | Bośnia i Hercegowina               | 177   |
| 7       | Reprezentacja małych krajów Europy | 133,5 |
| 8       | Czarnogóra                         | 108   |
| 9       | Armenia                            | 106   |
| 10      | Gruzja                             | 90    |
| 11      | Andora                             | 88,5  |
| 12      | Albania                            | 67,5  |
| 13      | Azerbejdżan                        | 62    |
| 14      | Macedonia Północna                 | 59    |